# Муши, Жан Бернар
Жан Бернар Му́ши (нем. Jean Bernard Muschi; известен под псевдонимом Жан Бернар; 17 января 1847, Мюнхен — ок. 1915) — германский писатель, драматург и журналист.
Родился в семье придворного секретаря баварского короля Оттона. Изучал право и философию, занимался журналистикой, некоторое время был редактором издания «Anhaltischen Staatsanzeigers», с 1892 года жил как свободный литератор в Готе и Берлине, писал в основном драмы и трагедии. Точная дата его смерти неизвестна.
Главные произведения: «Glockentöne» (3867), «Aus alter Zeit» (1880), «Zwei Herzen u. ein Schlag» (1880), «Magnus» (1881), «Wolf Isebrand und Else» (1882), «Anhaltisches Geschichtenbuch» (1889), «Das Litterarische Anhalt» (1888), «Die wendische Krone» (1891), «Die Deutschen in Ostafrika» (1891), «Kaiser Wilhelm II und sein Friedenswerk» (1891), «Die Arbeitseinstellung» (1892), «Im Banne des Faustrechts» (1894), «Die Hansa» (1894) и так далее.